# Parafia św. Rocha w Rykowisku
Parafia świętego Rocha w Rykowisku – parafia rzymskokatolicka, znajdująca się w diecezji pelplińskiej, w dekanacie Lubiewo.